# Księstwo trembowelskie
Księstwo trembowelskie – księstwo istniejące w połowie XII wieku na pograniczu księstwa halickiego i Rusi Kijowskiej. Jego stolicą, od której pochodzi nazwa, była Trembowla.
Księstwo powstało w roku 1084, jako włość młodszego z synów Rościsława – Wasylka, nadana z woli Wsiewołoda I.
Postanowieniem zjazdu w Lubeczu księstwo to zostało zabezpieczone jako dziedzictwo Wasylka. W tymże roku 1097 książę włodzimiersko-wołyński Dawid Igorewicz złapał i oślepił Wasylka, próbując jednocześnie zająć jego księstwo. Bracia Wasylka – Ruryk i Wołodar spowodowali jednak zwolnienie brata, pustosząc ziemię wołyńską, należącą do Dawida.
Postanowieniem zjazdu w Wyteczewie Wasylka pozbawiono księstwa trembowelskiego, ale Rościsławicze nie podporządkowali się tym ustaleniom. Po śmierci Wasylka w 1124, rządzili tam jego spadkobiercy, dopóki w 1141 nie zajął go Władymirko Wołodarowicz, będący już księciem księstwa halickiego. Księstwo trembowelskie weszło w tym roku w skład halickiego.

## KniaziowieTrembowli
- Wasylko Rościsławicz (1084–1124)
- Iwan Wasylkowicz (1124–1141)
- Władymirko (1141–1153)
- do księstwa halickiego (1153–1210)
- Izjasław Włodzimierzowicz (1210)